# 14060 Patersonewen
14060 Patersonewen (1996 BM5) là một tiểu hành tinh vành đai chính được phát hiện ngày 18 tháng 1 năm 1996 bởi Spacewatch ở Kitt Peak.